# Agama mwanzae
O lagarto-agama (Agama mwanzae) é uma espécie de lagarto que possui uma coloração vermelha e azul em todo o seu corpo, semelhante à roupa do herói da Marvel Comics, o Homem-Aranha